# Bucentaur (Schiff, 1719)
Die Bucentaur war ein Prunkschiff der Könige von Polen und Kurfürsten von Sachsen.
August der Starke ließ 1719 nach dem Vorbild des venezianischen Bucintoro ein Schiff von dem nach Sachsen berufenen venezianischen Architekten Alessandro Mauro erbauen, dessen Vergoldung alleine bereits 6000 Taler kostete. Mauro hatte bereits in Venedig ein Prunkschiff entworfen, das dem Kurprinzen und dessen Gefolge bei einem dortigen Aufenthalt 1715 aufgefallen war. Ein ähnliches Schiff hatte bereits der bayerische Kurfürst 1665 nach dem Vorbild des venezianischen Bucintoro bauen lassen. 
August der Starke hatte von 1687 bis 1689 eine Kavaliersreise unternommen, die ihn auch nach Venedig führte. Das ließ in ihm die Idee reifen, aus der Elbe einen sächsischen Canal Grande zu machen. Als Meister barocker Großinszenierungen wollte er mit barockem Pomp auf der Elbe Gondelfahrten in venezianischem Stil veranstalten. Augusts des Starken legendäre und fast ständig stattfindende Bälle, Jahrmärkte, Tierhetzen, Maskeraden, Illuminationen und Schützenfeste waren wohldurchdachte Staatsaktionen, die Unsummen verschlangen. Sie dienten wie seine neuen Schlösser und Kunstsammlungen der königlichen Selbstdarstellung nach dem Vorbild Ludwigs XIV. von Frankreich. Zu diesen sollten sich als weitere Attraktion Schiffsparaden gesellen, die zugleich Gelegenheit boten, die am Ufer gelegenen Bauten des Königs zu präsentieren.
Am 2. September 1719 bestiegen der frisch vermählte Kurprinz Friedrich August II. und seine Frau Maria Josepha bei Pirna den Bucentaur und reisten in Begleitung von 15 holländischen Jachten auf der Elbe über Pillnitz nach Dresden.
1730 diente die Bucentaur als prunkvolles Admiralsschiff des Joachim Daniel Jauch für die aus sechs Fregatten, neun Brigantinen und fünfzig weiteren Schiffen bestehende königliche Flotte während des „Spektakels des Jahrhunderts“, des Lustlagers von Zeithain.